# Клапа Цамби
Клапа Цамби је далматинска клапа из Каштел Камбеловца .

## Историја
Основа клапе датира из 1986. године, а име је добила по племићкој породици Цамби и истоименој кули у Каштел Камбеловцу. Клапа углавном изводи традиционалне далматинске и забавне песме, а у новије време и ауторске композиције. Године 2007. дошло је до разлаза и том приликом је 9 од 11 певача наставило да ради у клапи Цамби Сплит.
Прослављајући 25 година непрекидног рада, 2011. године одржали су низ концерата широм Хрватске. Посебан је био концерт на Пољуду пред 15.000 људи, који је до сада најпосећенији солистички концерт једне клапе. Почетком 2013. године одржали су северноамеричку турнеју на којој су америчкој публици промовисали изворну и далматинску клапску песму, а као допринос признању које је Унеско доделио клапској песми као нематеријалној баштини годину дана раније. Уметнички руководилац је био и Тонћи Ћићерић .

## Чланови клапе
- Дује Станишић, 1. тенор
- Божидар Клишманић, 2. тенор
- Иван Жанић, 2. тенор
- Марко Томасовић, 2. тенор-баритон
- Ален Бабић, баритон
- Хрвоје Лозанчић, баритон
- Андрија Акрап, бас
- Дино Шимера, бас
- Тончи Транфић, клавир

## Награде и признања
Током свог дугогодишњег деловања, клапа Цамби је освојио многе награде и признања музичких стручњака и публике на такмичењима, фестивалима и радио станицама у земљи и свету.